# Atomyria sarafschanica
Atomyria sarafschanica es un coleóptero de la familia Chrysomelidae. Fue descrita en 1882 por Solski.